# Ed Arons
Ed Arons (1948) is een Nederlands journalist. Hij was 15 jaar hoofdredacteur van het Katholiek Nieuwsblad. Op 31 augustus 2012 ging hij met pensioen. Sindsdien werkt hij nog freelance. 
Na de middelbare school woonde Arons vijf jaar in Nieuw-Zeeland. Daar kwam hij in aanraking met de katholieke charismatische vernieuwing. Terug in Nederland zette hij samen met zijn vrouw Karin een gebedsgroep in Eindhoven op. Van 1973 tot 1982 kwam hij te werken voor de charismatische stichting Bouwen Aan een Nieuwe Aarde (BANA). Daarna stapte hij over naar de katholieke organisatie Getuigenis van Gods Liefde (GGL), een stichting van oud-directeur Piet Derksen van Sporthuis Centrum. Arons werd daar mediadirecteur. In 1983 behaalde hij tevens een bachelor in de theologie aan de Katholieke Hogeschool Tilburg.
Op 15 juni 1995 volgde hij G. de Rouw op als hoofdredacteur van het Katholiek Nieuwsblad.  Op 1 september 2010 maakte hij als hoofdredacteur op eigen initiatief plaats voor Mariska Orbán-de Haas. Tot augustus 2012 bleef hij als eindredacteur werkzaam bij het Katholiek Nieuwsblad. Bij zijn vertrek ontving hij de Silvesterorde, een pauselijke onderscheiding.